# جون ويست ويلسون
جون ويست ويلسون (بالسويدية: John West Wilson)‏ هو شخصية أعمال سويدي، ولد في 8 أكتوبر 1816، وتوفي في 24 مايو 1889.